# 庫季謝 (柳巴爾區)
49°57′4″N 27°50′36″E / 49.95111°N 27.84333°E
庫季謝（烏克蘭語：Кутище）是烏克蘭北部的村莊，隸屬日托米爾州的日托米爾區。該村始建於1496年，面積9.33平方公里，海拔高度234米，2001年該村落人口290。